# 近江 (新潟市)
近江（おうみ）は、新潟県新潟市中央区の町字。現行行政地名は近江一丁目から近江三丁目。住居表示実施済み区域。郵便番号は950-0971。

## 概要
1889年（明治22年）から現在までの大字。及び1989年（平成元年）から現在までの町名。信濃川下流右岸の内陸部に位置する。もとは江戸時代から1889年（明治22年）まであった近江新田の区域の一部で、昭和20年代末から急速に発展。特に1958年（昭和33年）に新潟駅が現在地に移転すると、住宅地・商業地域として急速に発展した。

### 隣接する町字
北から東回り順に、以下の町字と隣接する。
- 堀之内
- 堀之内南
- 和合町
- 女池
- 新和
- 上所
- 下所島

## 歴史
1645年（正保元年）に開発。

### 分立した町字
1889年（明治22年）以後に、以下の町字が分立。
新和（しんわ）
2000年（平成12年）7月3日に分立した町字。
上近江（かみおうみ）
2004年（平成16年）11月15日に分立した町字。

### 年表
- 1889年（明治22年）4月1日 : 合併により鳥屋王村の大字となり、1923年（大正12年）まで近江新田と称する。
- 1901年（明治34年）11月1日 : 合併により鳥屋野村の大字となる。
- 1943年（昭和18年）5月3日 : 合併により新潟市の大字となる。
- 1989年（平成元年）11月6日 : 住居表示を実施し、近江1丁目から3丁目が分立[8]。
- 2007年（平成19年）4月1日 : 新潟市の政令指定都市移行により、中央区の町丁となる。

## 世帯数と人口
2018年（平成30年）1月31日現在の世帯数と人口は以下の通りである。
| 丁目       | 世帯数    | 人口    |
| ---------- | --------- | ------- |
| 近江一丁目 | 80世帯    | 169人   |
| 近江二丁目 | 662世帯   | 1,356人 |
| 近江三丁目 | 378世帯   | 809人   |
| 計         | 1,120世帯 | 2,334人 |

## 小・中学校の学区
市立小・中学校に通う場合、学区は以下の通りとなる。
| 丁目       | 番地 | 小学校             | 中学校               |
| ---------- | ---- | ------------------ | -------------------- |
| 近江一丁目 | 全域 | 新潟市立上所小学校 | 新潟市立鳥屋野中学校 |
| 近江二丁目 | 全域 | 新潟市立上所小学校 | 新潟市立鳥屋野中学校 |
| 近江三丁目 | 全域 | 新潟市立上所小学校 | 新潟市立鳥屋野中学校 |

## 主な企業・施設
- 新潟市立上所小学校

## 交通
- 新潟県道51号新潟黒埼インター笹口線